# Maria Cuyàs Ponsa
Maria Cuyàs Ponsa (Barcelona, 1899 – 1992), fue una pedagoga catalana que se dedicó a la educación, fundamentalmente desde la inspección de enseñanza y a la divulgación de conocimientos pedagógicos.PDF Els exilis de Maria Cuyàs Ponsa, educadora. 1899-1992.

## Biografía
Maria Cuyàs nació en el seno de una familia de la menestralía catalana. La madre, Elvira Ponsa, natural de Manresa, provenía de una familia de Calders. El padre, Joan Cuyàs, barcelonés, tenía el oficio de tallista, dorador y restaurador. Poco a poco fue ampliando su taller con el comercio de obras de arte. Maria era la mayor: su hermana Angelina era tres años menor y su hermano, Juan, nació diez años más tarde.
Maria Cuyàs perteneció al primer grupo de jóvenes que pudieron estudiar y se matriculó en el Instituto General y Técnico de la Provincia de Barcelona, actual Institut Jaume Balmes, el primer centro en admitir mujeres entre su alumnado gracias al interés de su director, Hermenegildo Giner de los Ríos. Acabó los estudios de bachillerato el curso 1918-1919 con un expediente con buenas notas. 
Con veinte años y acabado el bachillerato, podría haber continuado los estudios en la Universidad pero, siguiendo su vocación por la enseñanza, se matriculó en la Escuela Normal de Magisterio. En 1921, Leonor Serran i Pablo le certificó las prácticas en la escuela.
A diferencia de lo que era habitual en una joven de la época, Maria salió de su medio familiar y cultural para seguir con su vocación. Con el objeto de continuar estudios superiores se trasladó a Madrid y, tras un examen de acceso, ingresó en la Escuela Superior del Magisterio. Allí se alojó en la Residencia de Señoritas, dirigida por María de Maeztu, y de características similares a la Residencia de Estudiantes. Eligió la sección  de Ciencias y para complementar los estudios teóricos con los prácticos, contó con el Laboratorio Foster que estaba instalado en la Residencia. Fue el primer laboratorio destinado a la formación científica y en el que las estudiantes podían acudir. 

## Actividad educativa

### Trabaja en centros de laInstitución Libre de Enseñanza
Empezó a trabajar en centros vinculados a la Institución Libre de Enseñanza (ILE). En un primer momento fue profesora en el Instituto-Escuela durante el curso 1925-1926. A continuación, en Villablino, para ejercer en la Escuela Mercantil y Agrícola de la Fundación Sierra-Pambley hasta 1928. En esta etapa se casa con un compañero de la promoción anterior de la Escuela Superior del Magisterio, Herminio Almendros.

### Profesora de Escola Normal
En 1928 se incorporó como profesora a la Escuela Normal de Lleida, provincia a la que también fue destinado Herminio Almendros como Inspector de primera enseñanza.Como profesora de futuras maestras, estuvo atenta a nuevos métodos de enseñanza, así como a experimentar y difundir últimos conocimientos con la publicación de artículos en revistas especializadas y con la divulgación de autores, como el suizo Robert Dottrens, de quien tradujo La enseñanza de la escritura. Nuevos métodos. Dottrens era director del Instituto Jean-Jacques Rousseau (Ginebra) uno de los centros más destacados del movimiento de la Escuela Nueva, referente en las corrientes de la renovación educativa. 

### Directora de la Residencia de Estudiantes
En 1932 aceptó la dirección de la Residencia de Estudiantes de Lleida, la primera fuera de Madrid, a fin de dar alojamiento a las jóvenes que se trasladaban hasta allí para estudiar. Esta residencia seguía el modelo de la que ella había conocido en Madrid: proporcionaba alojamiento a las estudiantes al mismo tiempo que completaba la formación de sus estudios mediante conferencias, veladas científicas, artísticas y literarias. El edificio, de tres plantas, destacaba por la iluminación natural y por la decoración moderna y sencilla, que facilitaban un ambiente de estudio y la convivencia entre las estudiantes. 

### Inspectora de Educación
En junio de 1932, Maria obtuvo plaza en Lérida como Inspectora de Primera Enseñanza después de una larga reivindicación de las mujeres que aspiraban a serlo. Unos meses más tarde consiguió, por concurso-oposición, una plaza en la Inspección en Barcelona. Maria mantuvo una gran actividad en la renovación pedagógica promovida por el gobierno de la República y que desarrolló en la función fundamental de la Inspección educativa. Ademàs de renovar la enseñanza de la escritura contribuyó a la realización de actividades y a la elaboración de materiales que proponia el maestro francés Céléstine Freinet.Esta participación continuó durante el periodo de guerra impulsando las nuevas metodologías para la enseñanza de la escritura.

### Represaliada por el franquismo
Con la entrada de las tropas franquistas en Barcelona, Herminio cruzó los Pirineos mientras Maria tuvo que quedarse a cargo de sus tres hijos. Fue cesada, suspendida de empleo y sueldo y se le abrieron varios expedientes de depuración por la nueva administración educativa en marzo de 1939. Tuvo que refugiarse con los cuáqueros y dar clases particulares para conseguir ingresos que permitieran mantener a toda la familia. El expediente de depuración se resolvió en 1942 con su traslado forzoso a Huelva en 1944.

## Exilio y regreso
Visto que Franco continuaba en el poder a pesar de la derrota de los otros regímenes fascistas europeos y que Herminio Almendros permanecía en La Habana, Maria decidió dirigir sus pasos hacia a Cuba. Allí había llegado, en febrero del 1948, su hijo Néstor Almendros, que acababa de cumplir dieciocho años. Unos meses después, Maria junto con sus hijos Maria Rosa y Sergio emprendió el vuelo y llegó a La Habana donde finalmente se reunió toda la familia. 
Aunque la isla presentaba buenas perspectivas de futuro, Maria se encontró con la imposibilidad de ejercer su profesión. A ella ni a nadie de los que llegaron les fue reconocida la titulación, por lo que se vio abocada a dar clases particulares y a trabajar en centros privados. 
A los pocos meses de su llegada, abrió una librería, Proa, para proporcionar ocupación e ingresos a la familia. Inaugurada en abril de 1950, esta librería contaba también con una sección de material escolar y de juguetes. Ubicada en la cercana población de Marianao, la librería se convirtió en un centro de dinamización cultural tan reconocido que el prestigioso grupo Ariel celebraba allí sus tertulias.
Herminio estuvo trabajando algunas temporadas en la Universidad de Oriente, en Santiago de Cuba. Allí tuvo que doctorarse y lo hizo con una tesis sobre la Inspección, donde contaba la experiencia republicana. También apareció alguna de sus publicaciones. Maria permaneció en La Habana ocupada con la librería, clases, cambios de domicilio y atención a los hijos, mientras afrontaba las dificultades propias de unos tiempos cada vez más violentos.
En enero de 1959, tenía energías suficientes para participar activamente del proceso revolucionario en sus inicios y mantuvo el funcionamiento de la librería Proa. Herminio Almendros fue nombrado director general de Educación Rural y Néstor Almendros contribuyó en diversas facetas del campo cinematográfico. En 1961 Herminio fue cesado y Néstor se vio obligado a exiliarse.  

## Retorno a Barcelona
Con la Ley de Amnistía (1976) Maria inició los trámites para que le fuera aplicada y pudiera ser reconocida como Inspectora jubilada. Viajó a Barcelona en 1984, donde fijó su última residencia. Después de una vida itinerante llevando consigo la documentación familiar, como correspondencia, libros y fotografías, con el regreso se reencontró con antiguas amistades. Todavía pudo disfrutar por unos años de su ciudad, donde permaneció hasta su muerte, en agosto de 1992.

## Obra

### Artículos y traducciones
DOTTRENS, Robert. (1934). La enseñanza de la escritura. Nuevos métodos. Traducción de Maria Cuyàs. Espasa-Calpe, S.A.
CUYÀS PONSA, Maria. (09-02-1929). Al margen de «El Artista adolescente». El Día Gráfico.
CUYÀS PONSA, Maria. (19-01-1930). Notas acerca del miedo en el niño. El Día Gráfico.
CUYÀS PONSA, Maria. (1933). De enseñanza de la escritura. Revista de Pedagogía. (XII). 438-449.